# Gérald Gaudet
Gérald Gaudet, né en 1950, est un poète, essayiste, critique littéraire et professeur québécois.

## Biographie
Gérald Gaudet détient un baccalauréat, une maîtrise ainsi qu'un doctorat en littérature québécoise de l’Université Laval. Après avoir enseigné la littérature au Cégep de Trois-Rivières (1975–2010), il est chargé de cours au Département de français de l’Université du Québec à Trois-Rivières,,,. Les thèmes principaux de ses recherches sont l’histoire littéraire, l’histoire des mentalités, l'histoire de l’art, la littérature contemporaine ainsi que la poésie,.
Après avoir été membre du comité de rédaction de la revue Estuaire, Gérald Gaudet en devient le directeur de 1985 à 1993. Il signe également des textes dans diverses revues spécialisées dont le Magazine littéraire, Lettres québécoises, le Nouvelliste (1981–1982), le Devoir (1985–1988) ainsi que le journal culturel aXe (1994–1995) dont il est l’un des membres fondateurs. De plus, il est le président de la Société des Écrivains de la Mauricie (1993-1996 et 2004-2008),,. En 2001, il obtient  une résidence au Studio du Québec à Rome,. Gérald Gaudet est présentement à la retraite, mais il est membre du comité de rédaction de la Revue Les écrits tout en poursuivant son travail d'écriture.
En poésie, Gérald Gaudet fait paraître plusieurs titres dont Lignes de nuit (L’Hexagone, 1986), Il y a des royaumes (L'Hexagone, 1989) ainsi que La fiction de l'âme (L’Hexagone, 1995),. Comme essayiste, il publie Les Écrits des Forges - une poésie en devenirs (Écrits des Forges, 1983). Il a mené des entretiens avec plusieurs écrivains contemporains québécois qu'il a réunis dans deux essais: Écrire, aimer, penser : entretiens sur l'essai et la création littéraires (Nota Bene, 2019) ainsi que Parlons de nuit, de fureur et de poésie : entretiens sur la lecture et la création littéraire (Nota bene, 2021),,.
Finaliste du Prix du Gouverneur général du Canada (1995), Gérald Gaudet reçoit également le Grand Prix de littérature Gérald-Godin de la Ville de Trois-Rivières (1996).
Gérald Gaudet est membre de l'Union des écrivaines et des écrivains québécois.
En 2021, il devient également membre de l'Académie des lettres du Québec,.

## Œuvres

### Poésie
- Lignes de nuit - poésie, Montréal, L’Hexagone, 1986, 80 p. (ISBN 2890062511)
- Il y a des royaumes, Montréal, L'Hexagone, 1989, 56 p. (ISBN 2890063259)
- Le lendemain du monde, avec des huiles de Céline Veillette, Trois-Rivières, Estuaire, 1990, 18 feuilles.
- La fiction de l'âme, précédé de, Le lendemain du monde, Montréal, Les Herbes rouges, 1995, 64 p. (ISBN 2894190727)

### Essais
- Les Écrits des Forges - une poésie en devenirs, Trois-Rivières, Écrits des Forges, Collection Estacades, 1983, 120 p. (ISBN 2890460479)
- Gaudet, Gérald, Écrire, aimer, penser. Entretiens sur l'essai et la création littéraires, Éditions Nota bene, Fonds (littérature), 2019, 270 p.
- Gaudet, Gérald, Parlons de nuit, de fureur et de poésie. Entretiens sur la lecture et la création littéraire, Éditions Nota bene, Palabres, 2021, 312 p.
- Gaudet, Gérald, Nos lieux de rencontres. Entretiens sur l'essai littéraire, Éditions Nota bene, Palabres, 2024, 294 p.

### Direction de publications
- Dictionnaire des écrivains de la Mauricie – répertoire biobibliographie, critique et anthologie, Réjean Bonenfant et Gérard Gaudet (dir.), Trois Rivières, Écrits des Forges, 1991, 432 p. (ISBN 289046220X)
- Écrire, aimer, penser : entretiens sur l'essai et la création littéraires, Gérald Gaudet (dir.), Montréal, Nota Bene, 2019, 266 p. (ISBN 9782895186519 et 9782895186502)
- Parlons de nuit, de fureur et de poésie : entretiens sur la lecture et la création littéraire, Gérald Gaudet (dir.), Montréal, Nota bene, 2021, 310 p. (ISBN 9782895187622 et 9782895187615)

## Prix et honneurs
- 1995 - Finaliste : Prix du Gouverneur général (pour La fiction de l'âme)[19],[20]
- 1995 - Récipiendaire : Grand Prix de littérature Gérald-Godin de la Ville de Trois-Rivières (pour La fiction de l'âme)[19]
- 1999 - Finaliste : Grand Prix de littérature Gérald-Godin de la Ville de Trois-Rivières (pour La Passion mélancolique)[21]
- 2002 - Prix à la création artistique du conseil des arts et des lettres du Québec, Gala des Grands prix culturels de Trois-Rivières[22]